# Kurt Roeckl
Kurt Winfried Roeckl (* 26. Januar 1943 in München) ist ein deutscher Bundesrichter a. D., Rechtsanwalt und Handwerkskammerfunktionär.

## Leben
Roeckl ist der Sohn eines im Zweiten Weltkrieg gefallenen Oberstabsarztes und stammt aus der großen Münchner Familie Roeckl.
Nach dem Abitur studierte er an der Ludwig-Maximilians-Universität München Rechtswissenschaften und wurde 1964 Mitglied des Corps Bavaria München, 1968 machte sein erstes Staatsexamen. Daraufhin promovierte er 1971 in Berlin bei Roman Herzog zum Dr. jur., 1972 beendete er sein Studium mit dem zweiten Staatsexamen. Schon im selben Jahr wurde er Geschäftsführer beim Bayerischen Handwerkstag und beim Unternehmerverband des Bayerischen Handwerks.
In den Jahren von 1983 bis 2008 war er ehrenamtlicher Richter im 2. Senat des Bundesarbeitsgerichts. Weiterhin engagiert er sich in der Richterfortbildung.

## Auszeichnungen
- Bundesverdienstkreuz 1. Klasse (2008)[6]